# Anfittero

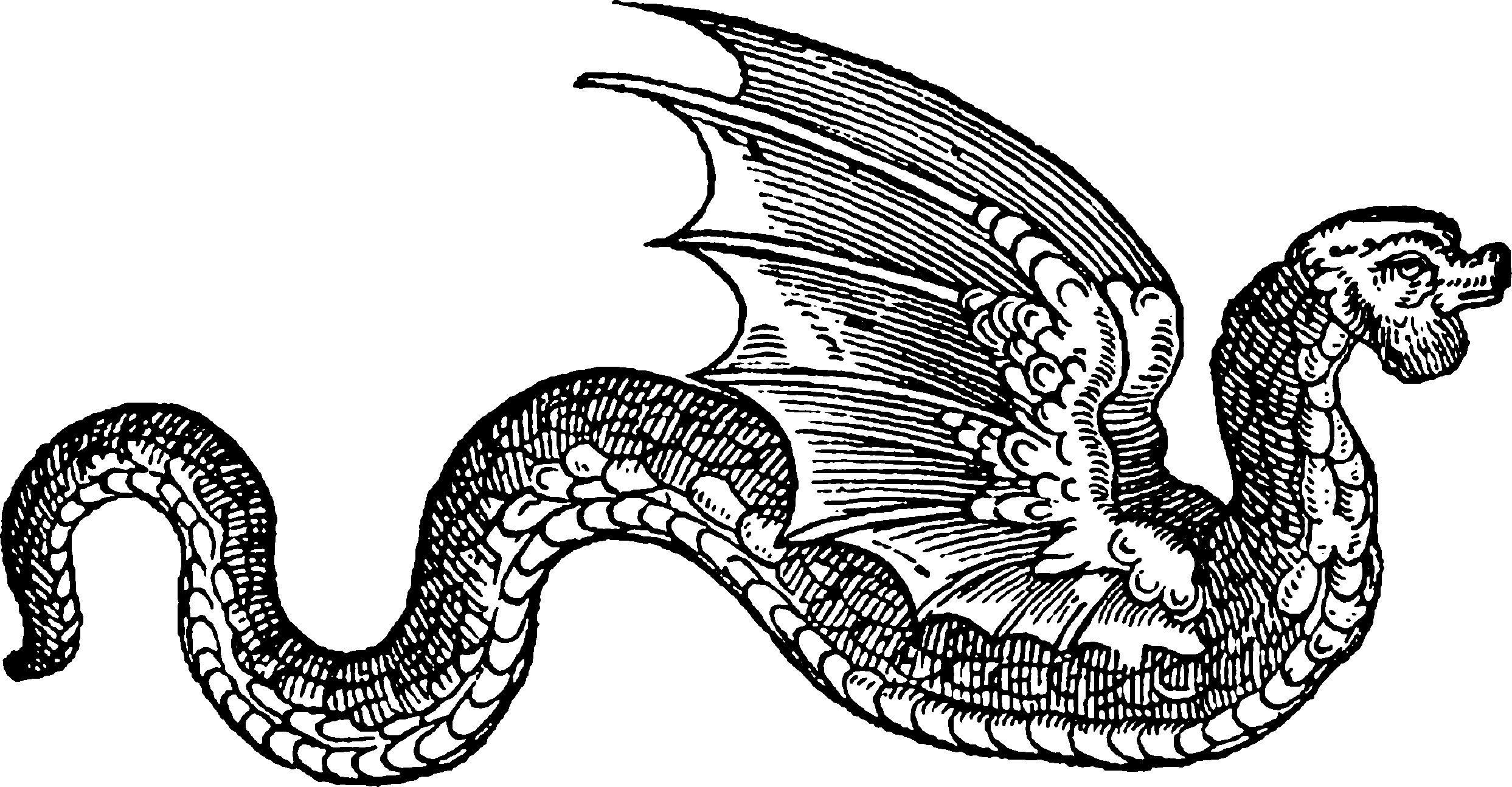
Anfittero, Edward Topsell (1608).

L'anfittero è un rettile mitologico presente nell'araldica, a volte confuso con lo iaculo.

## Aspetto
È descritto come un drago-serpente dotato di ali, ed è in definitiva un drago piumato dal corpo di serpente, con la coda anch'essa ricoperta di piume.